# Srŏk Prasat Bakong
Srŏk Prasat Bakong är ett distrikt i Kambodja.   Det ligger i provinsen Siem Reap, i den centrala delen av landet, 210 km nordväst om huvudstaden Phnom Penh. Antalet invånare är 54 129. Srŏk Prasat Bakong ligger vid sjön Tonle Sap.